# Рорзен
Рорзен (нім. Rohrsen) — громада в Німеччині, розташована в землі Нижня Саксонія. Входить до складу району Нінбург. Складова частина об'єднання громад Гемзен.
Площа — 5,09 км2. Населення становить 1082 ос. (станом на 31 грудня 2021).